# Stefan Elliott
Stefan Elliott (* 30. Januar 1991 in Vancouver, British Columbia) ist ein kanadischer Eishockeyspieler, der zuletzt bis zum Ende der Saison 2022/23 bei Djurgårdens IF aus der HockeyAllsvenskan unter Vertrag gestanden und dort auf der Position des Verteidigers gespielt hat. Zuvor absolvierte Elliott unter anderem 87 Spiele für die Colorado Avalanche, Arizona Coyotes und Nashville Predators in der National Hockey League (NHL).

## Karriere

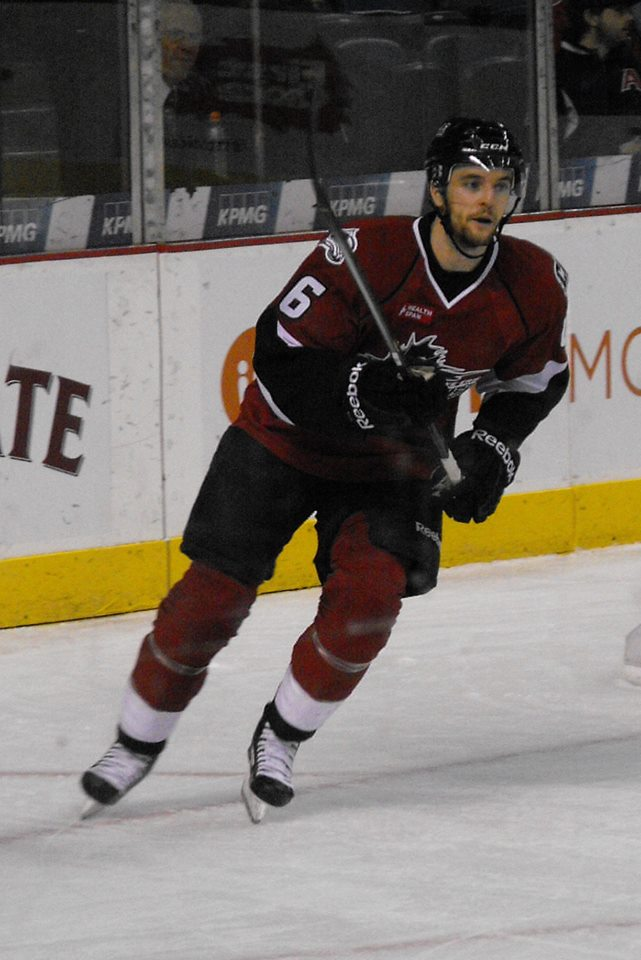
Elliott im Trikot der Lake Erie Monsters (2013)

Elliott kam beginnend ab der Saison 2007/08 regelmäßig in der Western Hockey League (WHL) für die Saskatoon Blades zum Einsatz, nachdem er zuvor eine Spielzeit bei den Vancouver NW Giants in einer unterklassigen Juniorenliga in British Columbia absolviert hatte. In seiner ersten vollen Spielzeit für die Blades war Elliott mit 40 erzielten Scorerpunkten erfolgreichster Verteidiger des Teams. In seiner zweiten Saison wurde der Kanadier von der WHL mit der Daryl K. (Doc) Seaman Trophy ausgezeichnet, die sowohl sportliche als auch schulische Leistungen würdigt. Wenig später erhielt er mit dem Scholastic Player of the Year Award der Canadian Hockey League (CHL) eine ähnliche, ligaübergreifende Auszeichnung.
Am 4. März transferierten die Calgary Flames aus der National Hockey League (NHL) ihren Zweitrunden-Draftpick für den NHL Entry Draft 2009, einer jährlichen Veranstaltung, bei der sich Mannschaften der National Hockey League die Rechte an hoffnungsvollen Nachwuchsspielern sichern können, sowie die Abwehrspieler Lawrence Nycholat und Ryan Wilson im Tausch gegen Jordan Leopold zur Colorado Avalanche. Colorado wählte mit diesem Draftpick an insgesamt 49. Position Stefan Elliott aus. Der Kanadier absolvierte noch zwei weitere Spielzeiten in der Western Hockey League, bevor er am 21. März 2011 bei der Avalanche seinen ersten Profivertrag unterschrieb. Im Anschluss an die WHL-Saison 2010/11 wurde Elliott mit der Bill Hunter Memorial Trophy als bester Abwehrspieler der Liga ausgezeichnet und in das First All-Star-Team der WHL gewählt. Seine ersten Profi-Einsätze hatte der Spieler in der American Hockey League (AHL) bei Colorados Farmteam, den Lake Erie Monsters, die er in den Play-offs der AHL-Saison 2010/11 in der Defensive unterstützte. Mit Beginn der Folgesaison gehörte der Verteidiger zum Stammkader der Lake Erie Monsters.
Wenige Wochen nach Saisonbeginn wurde Elliott nach einer Verletzung Erik Johnsons in den Kader der Colorado Avalanche berufen. Am 26. November 2011 absolvierte der Abwehrspieler sein erstes National-Hockey-League-Spiel; bei dem 5:2-Erfolg der Avalanche gegen die Edmonton Oilers erzielte Elliott zudem sogleich sein erstes NHL-Tor. Insgesamt kam Stefan Elliott in der NHL-Saison 2011/12 auf 39 Einsätze für die Colorado Avalanche, dabei gelangen ihm vier Treffer sowie neun Torvorlagen. Nach 18 Einsätzen in der Spielzeit 2012/13 begann er die Saison 2013/14 wieder bei den Lake Erie Monsters in der AHL. Nachdem er auch in der Saison 2014/15 auf nur fünf NHL-Einsätze gekommen war, wurde sein auslaufender Vertrag in Colorado nicht verlängert. In der Folge wurde er als restricted free agent im Tausch für Brandon Gormley an die Arizona Coyotes abgegeben und einigte sich wenig später mit den Coyotes auf einen Einjahresvertrag. Nachdem der Kanadier zu Beginn der Saison 2015/16 zunächst 19 NHL-Spiele für die Coyotes bestritten hatte, wurde er im Januar 2016 im Austausch gegen Victor Bartley innerhalb der Liga zu den Nashville Predators transferiert. In der Organisation der Predators kam er überwiegend für die Milwaukee Admirals in der AHL zum Einsatz, ehe er nach der Saison keinen neuen Vertrag in Nashville erhielt.
In der Folge schloss sich Elliott im September 2016 Ak Bars Kasan aus der Kontinentalen Hockey-Liga (KHL) an, konnte dort aber mit elf Scorerpunkten in 31 KHL-Partien nicht überzeugen. Kurz nach Beginn der Spielzeit 2017/18 transferierte Kasan seinen noch gültigen KHL-Vertrag im Tausch für Rob Klinkhammer zum HK Dinamo Minsk. Der Abwehrspieler verließ die Liga allerdings in Richtung Schweden und unterzeichnete dort einen Vertrag bei HV71 aus der Svenska Hockeyligan. Im Juli 2018 gelang ihm die Rückkehr in die NHL, als er einen Einjahresvertrag bei den Pittsburgh Penguins erhielt. Diese setzten ihn jedoch ausschließlich bei ihrem AHL-Farmteam in Wilkes-Barre/Scranton ein, bevor er im Dezember 2018 samt Tobias Lindberg an die Ottawa Senators abgegeben wurde. Im Gegenzug wechselten Macoy Erkamps und Ben Sexton nach Pittsburgh. Im restlichen Saisonverlauf spielte der Verteidiger hauptsächlich bei Ottawas Farmteam Belleville Senators in der AHL. Im Juni 2019 erhielt er schließlich einen Vertrag beim belarussischen Klub HK Dinamo Minsk aus der Kontinentalen Hockey-Liga, wo er bereits drei Jahre zuvor in Kasan gespielt hatte. Wiederum ein Jahr später wurde er für zwei Jahre vom europäischen Spitzenklub Frölunda HC aus der schwedischen Liga verpflichtet, ehe er im September 2022 für eine Saison zum Hauptstadtklub Djurgårdens IF in die zweitklassige HockeyAllsvenskan wechselte.

### International
Stefan Elliott vertrat die kanadische Nationalmannschaft erstmals bei einem internationalen Turnier bei der U18-Junioren-Weltmeisterschaft 2009. Die Mannschaft verlor bei diesem Turnier ihre Halbfinal-Partie gegen die US-amerikanische Nationalmannschaft sowie das folgende Spiel um Platz drei gegen die finnische Auswahl und beendete das Turnier auf dem vierten Platz. Elliott absolvierte sechs Spiele und erzielte dabei zwei Torvorlagen.
Sein Debüt für die A-Nationalmannschaft gab Elliott im Rahmen der Olympischen Winterspiele 2018, bei denen er mit dem Team, das ohne NHL-Spieler antrat, die Bronzemedaille gewann.

## Erfolge und Auszeichnungen
| - 2009 Teilnahme am CHL Top Prospects Game - 2009 Daryl K. (Doc) Seaman Trophy - 2009 CHL Scholastic Player of the Year - 2011 WHL East First All-Star Team | - 2011 Bill Hunter Memorial Trophy - 2011 WHL Plus-Minus Award - 2015 Teilnahme am AHL All-Star Classic |

### International
- 2018 Bronzemedaille bei den Olympischen Winterspielen

## Karrierestatistik
Stand: Ende der Saison 2022/23

### International
Vertrat Kanada bei:
- World U-17 Hockey Challenge 2008
- U18-Junioren-Weltmeisterschaft 2009
- Olympischen Winterspielen 2018

(Legende zur Spielerstatistik: Sp oder GP = absolvierte Spiele; T oder G = erzielte Tore; V oder A = erzielte Assists; Pkt oder Pts = erzielte Scorerpunkte; SM oder PIM = erhaltene Strafminuten; +/− = Plus/Minus-Bilanz; PP = erzielte Überzahltore; SH = erzielte Unterzahltore; GW = erzielte Siegtore; 1 Play-downs/Relegation; Kursiv: Statistik nicht vollständig)